# Christine Pellistrandi
Christine Pellistrandi, née le 26 mai 1939 est une historienne et théologienne française.

## Biographie
Christine Pellistrandi étudie à la Sorbonne, où elle fréquente le Centre Richelieu, l'aumônerie alors dirigée par Jean-Marie Lustiger. Elle est diplômée d'hébreu et a été attachée pendant trente ans à l'Institut de recherche et d'histoire des textes (CNRS). Elle enseigne l'Écriture sainte à l'École cathédrale de Paris en illustrant ses cours par des œuvres d'art et présente régulièrement une émission « Le sens des mots » sur les ondes de Radio Notre-Dame.
Elle a écrit (ou participé) à de nombreux livres ayant tous un rapport avec la spiritualité, et intervient régulièrement au collège des Bernardins.
Mère de quatre enfants (dont l'historien Benoît Pellistrandi) et grand-mère de seize petits-enfants, elle est très soucieuse de la transmission de la foi en famille, pour laquelle elle a écrit une catéchèse imagée de l'Eucharistie,.

## Publications
- Jérusalem, épouse et mère, Éditions du Cerf, 1989
- L'Europe héritière de l'Espagne wisigothique : colloque international du CNRS tenu à la Fondation Singer-Polignac (Paris, 14-16 mai 1990), avec Jacques Fontaine, Madrid, Casa de Velázquez, 1992
- Le Christ de Silos, Mame, 1995
- En l'honneur de Marie : le maître de Moulins, Mame, 1998
- Célébration de la lumière : regards sur la transfiguration, avec Émile Shoufani, Albin Michel, 2001
- Le Nain de Tillemont et l'historiographie de l'Antiquité romaine : actes du colloque international organisé par le Centre Le Nain de Tillemont (19-21 novembre 1998), de Stan-Michel Pellistrandi avec Gesche Landais, Honoré Champion, 2002
- Prier pour les familles séparées, avec Christelle Javary et Dominique Alice Rouyer, Le Chalet, coll. « Fenêtre sur la prière », 2004
- Marie, celle qui nous précède, avec Philippe Barbarin, Brigitte Martin-Chave et Élisabeth Lamour, Parole et Silence, coll. « Les conférences de carême de Fourvière », 2004
- Contempler L'Apocalypse, avec H. de Villefranche, Parole et silence Éd., 2005
- Femmes de l'Évangile, Parole et silence Éd., 2007
- Histoire culturelle en France et en Espagne, avec Benoît Pellistrandi et Jean-François Sirinelli, Casa de Velazquez, 2008
- Découvrir les apocryphes chrétiens, de Édouard Cothenet avec Christine Pellistrandi, Desclée de Brouwer, 2009
- Contempler l'eucharistie, avec Jacques Ollier, Parole et silence Éd., 2009
- La Bible, Eyrolles, 2010
- Eucharistie : petite catéchèse en images, Salvator, 2011
- Psaumes pour la Passion, Parole et silence Éd., coll. « Collège des Bernardins », 2013
- La Bible : une synthèse d'introduction et de référence pour éclaircir le contexte, les épisodes, les valeurs et l'actualité du texte, avec Henri de Villefranche, Eyrolles, coll. « Eyrolles Pratique », 2014
- Citations bibliques expliquées, Eyrolles, 2014
- Les fêtes religieuses : 50 fiches pour découvrir et comprendre les temps forts de l'hindouisme, du taoïsme, du bouddhisme, du judaïsme, du christianisme et de l'islam, avec Valérie Zaleski, Philippe Haddad, Patrice Fava, Ghaleb Bencheikh, Alexandre Astier, Eyrolles, 2015
- Le corps et la Bible, Salvator, 2016  (ISBN 978-2706713767)
- Amoris laetitia : homme et femme il les créa..., Parole et silence , collection Collège des Bernardins, 2017
- La bien-aimée de Jérusalem à Marie, Salvator, 2019  (ISBN 978-2706718373)
- J'ai vu l'Église se transformer, Médiaspaul, 2022  (ISBN 978-2712216009)

## Distinctions
- Prix de littérature religieuse Mention Beaux-livres en 2007 pour le livre Contempler l'Apocalypse.